# منير فاشه
منير فاشه (1941-) مفكر وتربوي فلسطيني، ولد في مدينة القدس وهُجر منها عام نكبة 1948، حاصل على درجة الدكتوراه في التربية من جامعة هارفارد. وفي عام 1989 بدأ فاشه بطرح بدائل عن التعليم الرسمي كتعليم مرتبط بالطبيعة ومبني على الخبرة الذاتية للأشخاص وملهم من الناس والمجتمع والحضارة بسبب إغلاق المدارس والجامعات أثناء الإنتفاضة الفلسطينية الأولى، وبناء على ذلك تشكلت اللجان الشعبية بالأحياء والبيوت بديلاً عن المدرسة والجامعة.

## سيرته
بدأ منير خليل فاشه تعليمه الأساسي في مدرسة خليل أبو ريا في مدينة رام الله، وحصل على شهادة البكالوريوس بالرياضيات من جامعة بيرزيت، ثم عمل في جامعتي بيت لحم وبيرزيت مدرساً للرياضيات والفيزياء خلال الفترة من ( 1962-1989). وفي 1973 تم اعتماد العمل التطوعي في جامعة بيرزيت كمتطلب تخرج للطلبة بناءً على اقتراحه وعمله خلال السنوات السابقة مع مجموعة من أصدقاءه، وبذلك يكون ساهم بشكل كبير بنقل العمل التطوعي من المجتمع إلى الجامعة والمدرسة. وشغل منصب عميد شؤون الطلبة في جامعة بيرزيت خلال الأعوام 1979-1981.
في عام 1989 أنشئ مؤسسة تامر للتعليم المجتمعي خارج النطاق الأكاديمي.
في عام 1997 أسس الملتقى التربوي العربي في مركز دراسات الشرق الأوسط في جامعة هارفارد.

## فلسفته التربوية
لدى فاشه فلسفات وتأملات مختلفة بالحياة منها:
- فلسفة التعليم متأثرة بشكل كبير بالمعلم خليل السكاكيني، بأن الطبيعة تعُلم أكثر من المؤسسة الرسمية التقليدية والعلم الحقيقي يأتي من خلال التأمل والتجربة واللقاءات والحوار، وهذه ليست واردة في الخُطط التعليمية التي تعمل على تكديس المعلومات في أذهان الطلبة.[6][7]
- فلسفة الحكمة مقابل إدعاء الحقيقة، فالحكمة تتضمن سعة صدر ورحابة فكر وتعدُّد معنى وجدْل نسيج بين البشر والثقافات مع الطبيعة والحضارة. بينما إدعاء امتلاك الحقيقة الأحادية العالمية يتوافق مع قيمتي السيطرة والفوز اللتين تؤديان بالضرورة إلى تمزيق العالم داخل الإنسان وتمزيق النسيج المجتمعي وسحق الروح والوجدان وتبرير استعباد الآخرين.[8]
- "ما هلك امرؤ عرف قدر نفسه" و" قيمة كلّ امرئ في ما يحسنه" عبارتان بالنسبه له تشكلان العمود الفقريّ للتعليم العربيّ، فيهما كل ما يعافينا من المدنيّة الحديثة والأيديولوجيّة المهيمنة.
- فلسفة المجاورة وهي الحرية بالتعليم من الواقع من أجل تغيير الواقع واعتبر المجاورة الإختيار بحرّيّة وبدافع ذاتيّ والإلتقاء دوريًّا حول أمر يتعلق بحياتهم، بلا سلطة داخل المجموعة أو خارجها.[9]
- اعتقد أنه يوجد أربع مكونات مقدسة للتعليم التربوي وهي "المجاورة والعافية والأفق الحضاري والأتربة " المجاورة رحم المجتمع واللبنة الأساسية في بُنْيَتِه والوسيط الأعمق للتعلم، العافية هي القيمة التي نتفق ألا نناقضها في أفعالنا، والأتربة تمثّل ما هو موجود لدينا بالخليقة، والأفق الحضاري هو الرؤية التي تتسع كل ما سبق.[10]

## مؤلفاته
صدر للكاتب العديد من المقالات والكتب والتأملات منها:
- كتاب حكايتي مع الرياضيات، 2016
- كتاب الأهالي هُم الأمل والحل.
- كتاب إحتلال وعودة، 2022
- كتاب مسيحية أمي ومسيحية الغرب
- خواطر مستلهمة من الطبيعة الشافية، 2020
- مقال بعنوان " أهمية الرؤيا في العمل التربوي".